# 유럽고슴도치
유럽고슴도치(Erinaceus europaeus: Linnaeus, 1758) 또는 커먼고슴도치(common hedgehog)는 스페인과 이탈리아부터 북부 스칸디나비아에 이르는 서유럽에서 발견되는 고슴도치의 일종이다. 서유럽고슴도치로도 불린다.